# Confederación Hidrográfica del Ebro

Mapa del valle del Ebro

La Confederación Hidrográfica del Ebro, la CHE, es el organismo de gestión, regulador y mantenedor de las aguas y riegos de la cuenca hidrográfica del Ebro (nordeste de España). La sede del organismo está en Zaragoza y fue la primera institución creada en el mundo con el objetivo de gestionar toda una cuenca fluvial de manera unitaria.

## Historia

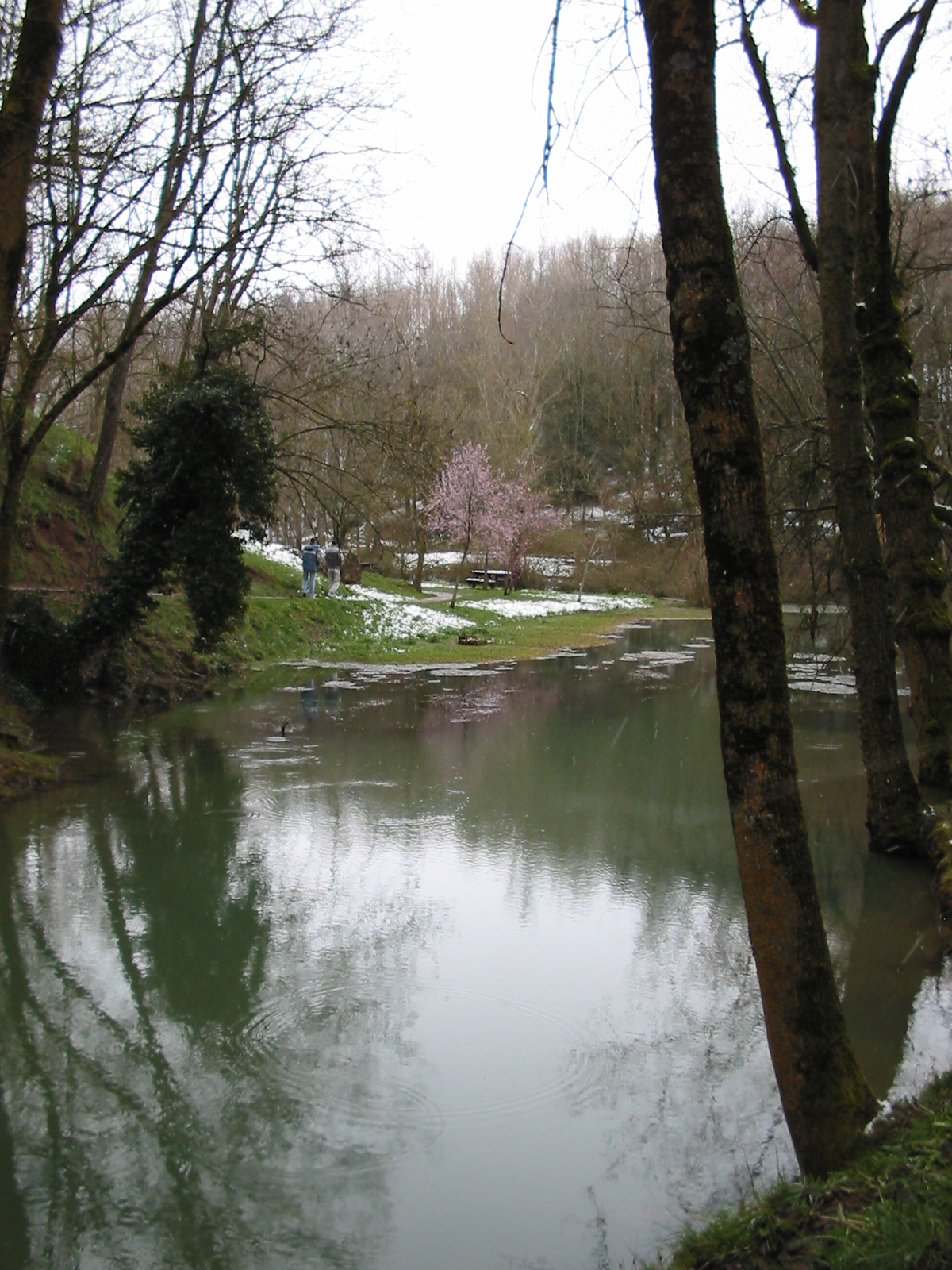
Nacimiento del Ebro en Fontibre

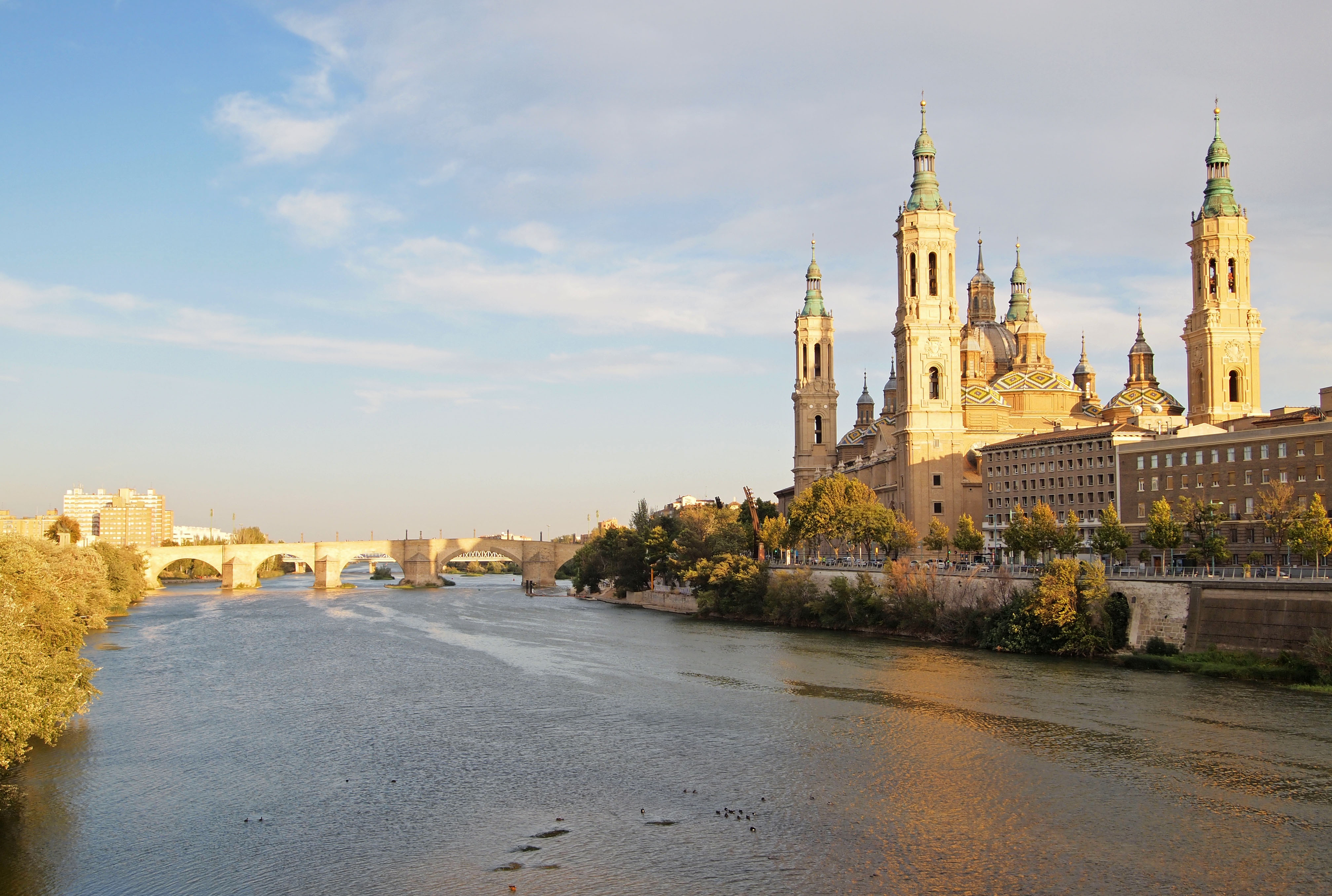
El Ebro medio en Zaragoza

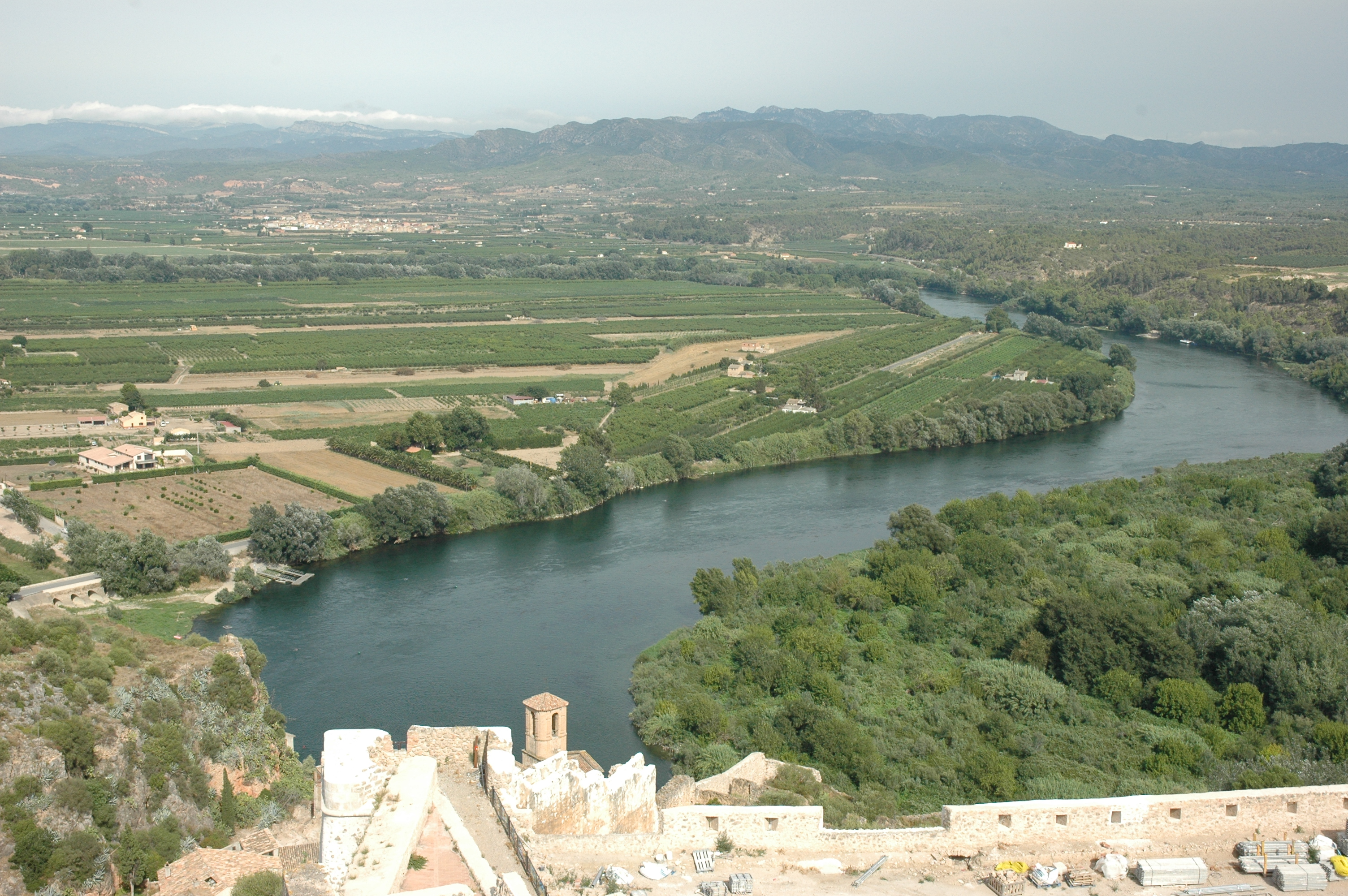
Tramo final, en Miravet

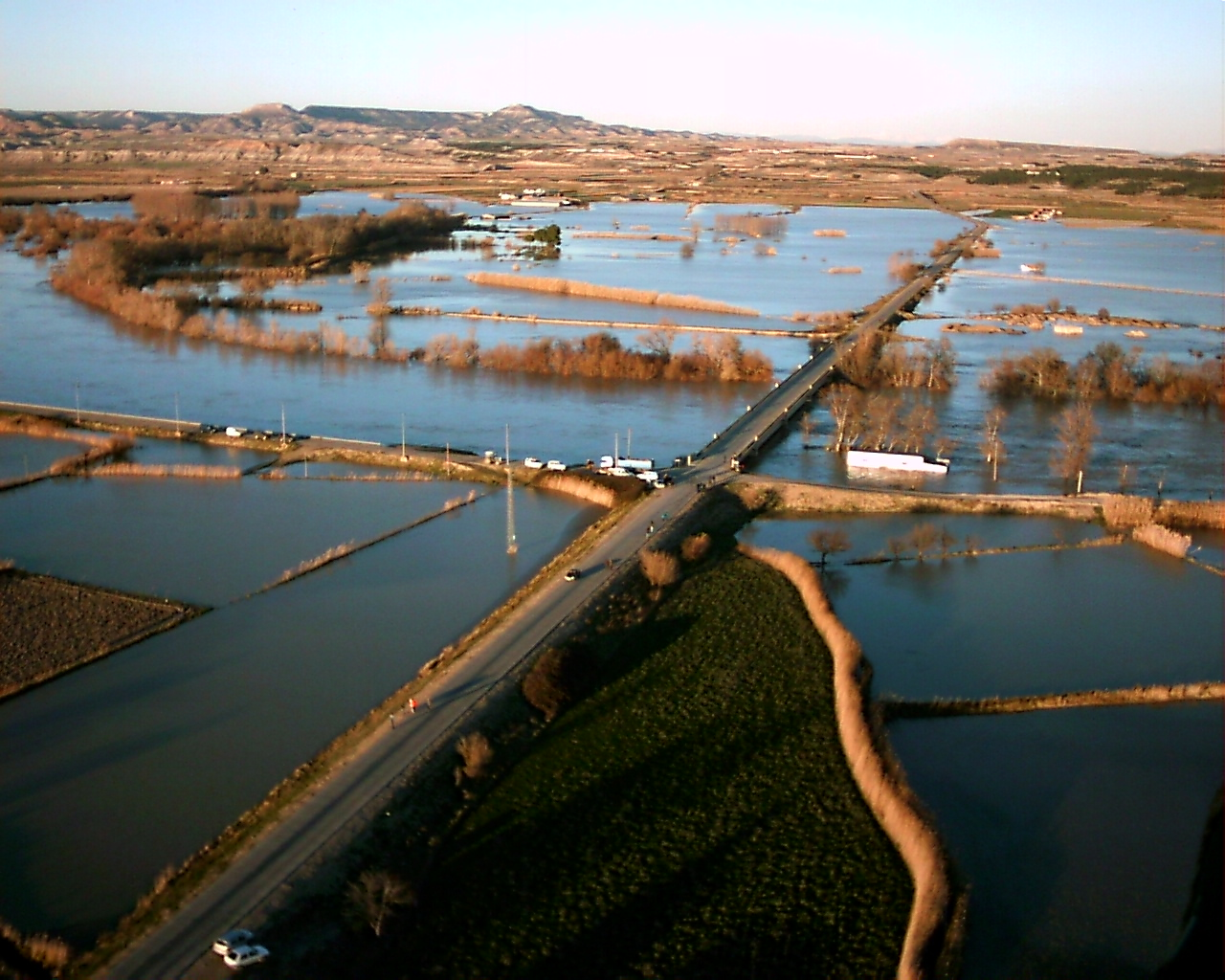
Inundaciones de 2003, en Novillas (Zaragoza)

En 1913 se celebra en Zaragoza el Primer Congreso Nacional de Riegos, en el que se expone la idea de configurar una agrupación comunitaria de carácter económico y supra-regional por federación de las asociaciones agrarias, comerciales e industriales de toda la zona sometida a la influencia del Ebro.
En 1926, durante la dictadura de Primo de Rivera, se crearon las Confederaciones Hidrográficas con la denominación de Confederaciones Sindicales Hidrográficas. El artículo 1 del Real Decreto fundacional de esta recoge que:

En todas las cuencas hidrográficas en que la Administración lo declare conveniente o en que lo solicite el 70%, por lo menos, de su riqueza agrícola e industrial, afectada por el aprovechamiento de sus aguas corrientes, se formará la Confederación Sindical Hidrográfica.

La Confederación Sindical Hidrográfica del Ebro fue la primera en constituirse, por Real Decreto de 5 de marzo de 1926, y su primer Director Técnico fue el ingeniero Manuel Lorenzo Pardo, seguidor de las ideas de Joaquín Costa, el gran impulsor de su fundación.
En 1931 el gobierno de la República reestructuró la Confederación Hidrográfica del Ebro, que pasó a denominarse Mancomunidad Hidrográfica del Ebro. Manuel Lorenzo Pardo fue destituido y sustituido por Félix de los Ríos. En marzo de 1936 le reemplazó Nicolás Liria Almor.
En 1932 la Mancomunidad Hidrográfica del Ebro pasó a llamarse Delegación de Servicios Hidráulicos del Ebro y en 1934 volvió a llamarse Confederación Hidrográfica del Ebro.

## Generalidades
Actualmente, la CHE es un organismo autónomo dependiente del Ministerio para la Transición Ecológica y el Reto Demográfico. Las funciones de dicho organismo están reguladas en el artículo 25 del Real Decreto 927/1988, que aprueba el Reglamento de la Administración Pública del Agua y de la Planificación Hidrológica.
Estas funciones son las siguientes:
- La elaboración del plan hidrológico de cuenca, así como su seguimiento y revisión.
- La administración y control del dominio público hidráulico.
- La administración y control de los aprovechamientos de interés general o que afecten a más de una comunidad autónoma.
- El proyecto, la construcción y explotación de las obras realizadas con cargo a los fondos propios del Organismo, y las que les sean encomendadas por el Estado.
- Las que se deriven de los convenios con comunidades autónomas, corporaciones locales y otras entidades públicas o privadas, o de los suscritos con los particulares

La Confederación del Ebro tiene competencias también en problemas económicos y ecológicos, por ejemplo el mejillón cebra y otras especies animales y vegetales introducidas y dar a conocer a los usuarios las medidas que pueden llevarse a cabo en el uso de las embarcaciones, contenidas en las normas de navegación.

## Ámbito
La cuenca hidrográfica del Ebro se sitúa en el cuadrante NE de la península ibérica y ocupa una superficie total de 85 362 km², de los que 445 km² están en Andorra, 502 km² en Francia y el resto en España. Es la cuenca hidrográfica más extensa de España, representando el 17,3 % del territorio peninsular español. Sus límites naturales son: por el norte los montes Cantábricos y los Pirineos, por el sudeste el Sistema Ibérico y por el este la cadena Costero-Catalana.
Está drenada por el río Ebro que, con una longitud total de 910 km, discurre en sentido NO-SE, desde las montañas Cantábricas hasta el Mediterráneo, donde desemboca formando un magnífico delta. En su camino recoge aguas procedentes de los Pirineos y montes Cantábricos por su margen izquierda a través de importantes afluentes, como el Aragón, Gállego, Segre, etc. y por su margen derecha recibe los afluentes procedentes del Sistema Ibérico, normalmente menos caudalosos, como el Oja, Iregua, Jalón o Guadalope. El ámbito de actuación es muy complejo, afectando a numerosas comunidades e interactuando incluso con administraciones de países como Francia o Andorra, por ejemplo el río Segre uno de los principales afluentes, nace en la Alta Cerdaña, francesa, atraviesa zonas montañosas con numerosos ibones y fuentes y recibe a su vez afluentes como el Valltoba, el río de la Llosa, el Quer, el Noguera Pallaresa, el Noguera Ribagorzana y el Cinca. Incluso a nivel local, como muestra la vegetación helofítica que los rodea, los arroyos y lagunas salinos son a veces destacables. En total se contabilizan unos 12 000 km de red fluvial principal.
En la cuenca hay numerosos lagos de inundación estacionales, lagos, y lagunas. Los lagos y lagunas más famosos están fundamentalmente en las zonas montañosas, son los llamados ibones o estanys de los Pirineos, de pequeño tamaño pero de gran belleza.
- Superficie: 85 362 km²
- Ríos principales: 347
- Longitud de los ríos: 12 000 km
- Habitantes de la cuenca según padrón de 2005: 3 019 176
- Longitud de los ríos: 12 000 km

Aporte superficial estimada al régimen natural en el periodo 1940/41 a 1985/86:
- Máxima 29 726 hm3
- Media 18 217 hm³
- Mínima 8 393 hm³

En este amplio y variado territorio viven unos 3 019 176 habitantes, lo que supone una densidad de 33 hab/km², muy inferior a la media española (78 hab/km²). Casi la mitad de la población se concentra en las ciudades de Zaragoza, Vitoria, Logroño, Pamplona, Huesca y Lérida. Existe una concentración de población en las zonas ribereñas del centro del valle y grandes zonas vacías de población humana en el Sistema Ibérico, las estepas interiores, el prepirineo interior y los Pirineos.

## Humedales
En el tramo medio del río existen un gran número de lagunas que se alimentan directamente del acuífero fluvial debido a su dinámica natural, que hace que el agua circule por el terreno. Donde el suelo queda por debajo del nivel freático forma lagunas en los meandros abandonados por el Ebro o por sus afluentes o en hondonadas del terreno por hundimiento debido a que los yesos del subsuelo se disuelven por las aguas subterráneas y acaban desplomándose formando simas o dolinas que cuando aflora agua se les llama popularmente "Ojos". Forman parte de este abundante conjunto presente o soterrado para su cultivo, por ejemplo las lagunas de Larralde, del Ojo del Fraile, del Ojo del Cura y los Galachos, todos ellos alrededor de Zaragoza capital, pero son numerosos en cualquier otra provincia del cauce. Estas lagunas o lagos de inundación son más comunes en el tramo del Ebro medio.
También se encuentran numerosas lagunas endorreicas como la laguna de Sariñena en Huesca, la de Montcornés en Lérida o la laguna salada de Chiprana (Zaragoza). La más famosa y de mayor tamaño en el ámbito de la Confederación Hidrográfica del Ebro es la laguna de Gallocanta , localizada en una cuenca endorreica, sin salida exterior de 541 km² de cuenca, que forma una (cuando esta totalmente llena) o tres lagunas según reciba más o menos precipitaciones. Las lagunas endorreicas que aún persisten, son los restos de los mares del cenozoico o los Lagos residuales del Plioceno y suelen tener una fauna y flora endémicas muy características y poco comunes con algunas especies de gran tamaño como la grulla, flamenco, o el alcaraván.
Entre los proyectos en humedales destacan la restauración y acondicionamiento de la Laguna del Cañizar en Villarquemado,(Teruell), y la de Bayas, en Miranda de Ebro (Burgos), concluida en 2010; la mejora de los Ojos de Pontil, en Rueda de Jalón (Zaragoza) y el acondicionamiento del entorno del humedal en La Sima, en Rubielos de la Cérida (Teruel), ambas finalizadas en 2011. Además, el Organismo está ejecutando la restauración ambiental del humedal de la ribera de Guaso en la margen derecha del río Ara, en Aínsa (Huesca) y la mejora y conservación de la balsa de Larralde (Zaragoza) y la restauración del soto fluvial del río Queiles en Los Fayos (Zaragoza).
Pero el gran humedal de la cuenca se sitúa en su desembocadura en el Mediterráneo, el Delta del Ebro, de 7 736 hectáreas. Un espacio del Convenio de Ramsar, zona ZEPA y Reserva de la biosfera de Tierras del Ebro.

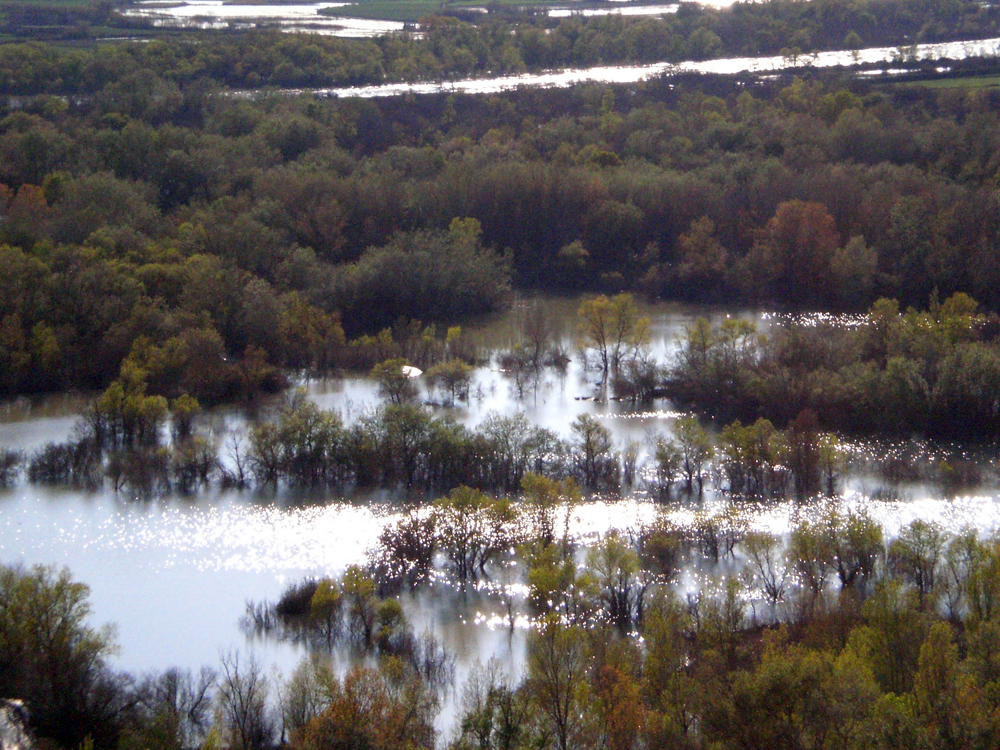
El lago de inundación del Galacho de Juslibol durante una crecida del Ebro
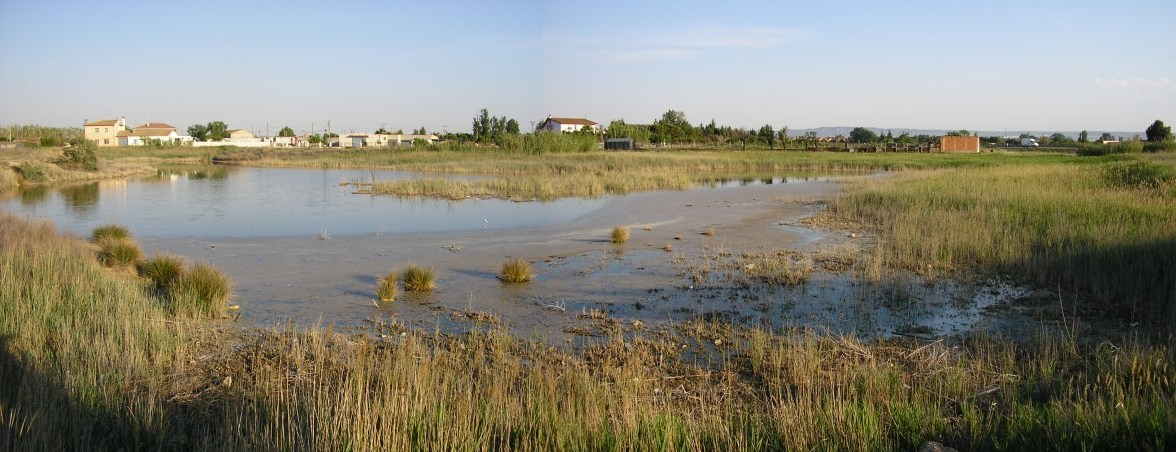
El Ojo del Cura, es una típica laguna cárstica situada en el Ebro medio, alimentada por el rebosamiento del acuífero fluvial.
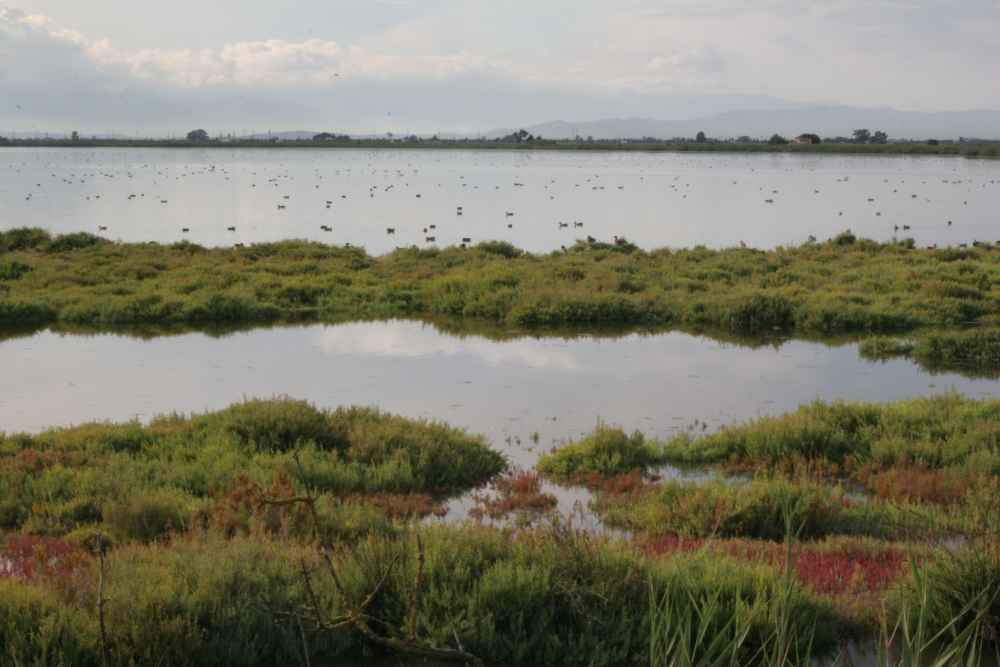
Laguna freática del Delta del Ebro

## Embalses de la confederación

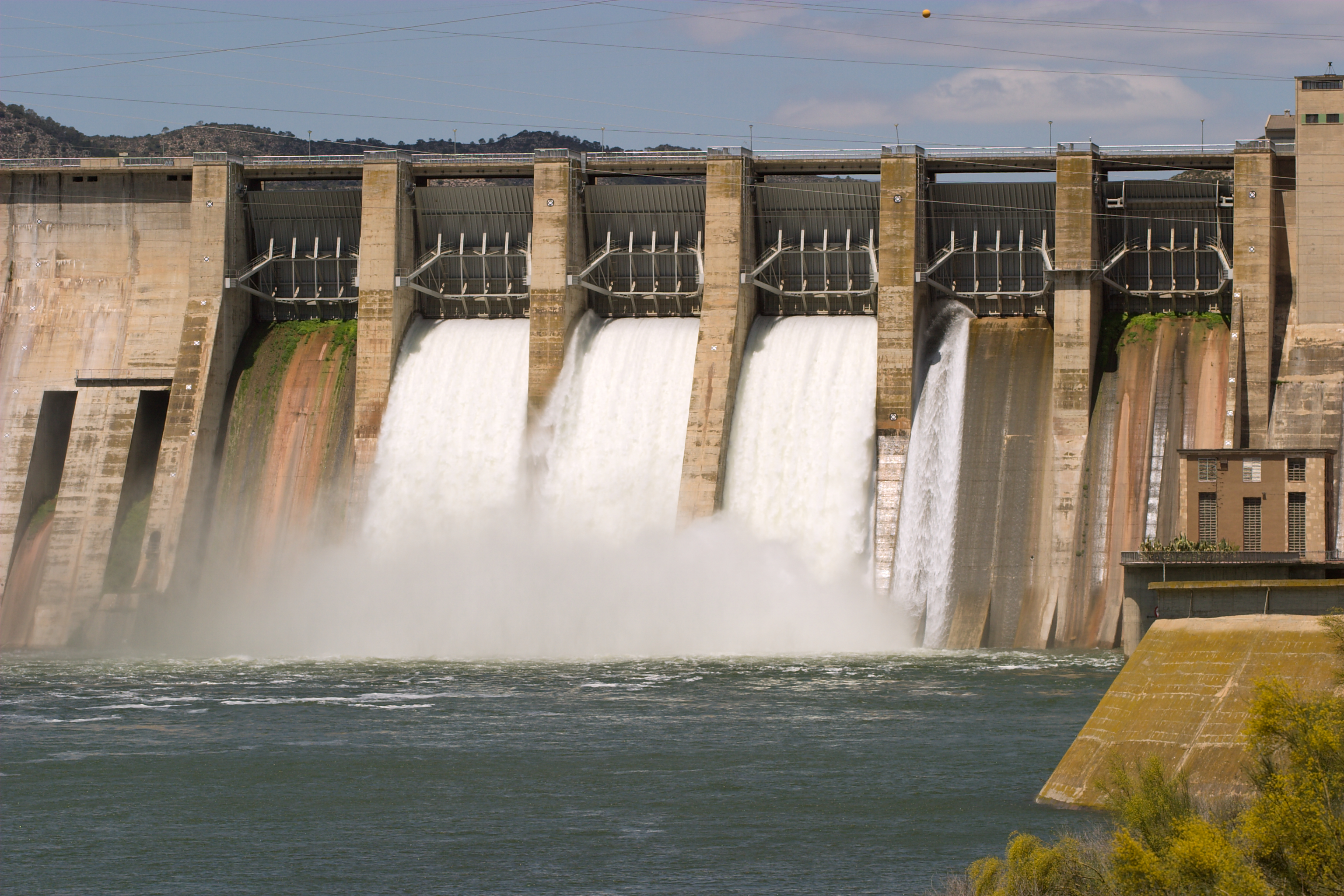
Central hidroeléctrica de Mequinenza

- Embalse de Mequinenza: 1 530 hm³ (1965), tramo bajo del Ebro
- Embalse del Ebro: 540 hm³ (1952) cabecera del Ebro
- Embalse de Yesa: 446,86 hm³ (1959) - Yesa recrecido 1 100 hm³, río Aragón.
- Embalse de Mediano: 436,35 hm³ (1973), río Cínca.
- Embalse de Itoiz: 418 hm³ (2010)*, río Iratí, afluente del Aragón.
- Embalse de Rialb: 402 hm³ (2000), río Segre.
- Embalse de El Grado I: 399,48 hm³ (1969), río Cínca.
- Embalse de Santa Ana: 236,60 hm³ (1961), Noguera-Ribagorzana.
- Embalse de La Sotonera: 189,38 hm³ (1963), río Astón-Sotón con aguas del Gállego.
- Embalse de Oliana: 101,10 hm³ (1959), río Segre.
- Embalse de Joaquín Costa o embalse de Barasona: 91,70 hm³ (1932), río Ésera.
- Embalse de la Tranquera: 84,17 hm³ (1960), río Piedra, afluente del Jalón.
- Embalse de Caspe: 81,62 hm³ (1991), río Guadalope.
- Ribarroja: tramo bajo del Ebro.
- Embalse de Mansilla: 68 hm³  (1960). Río Najerilla. La Rioja
- Embalse de Pajares: 35,29 hm³ (1995), Río Lumbreras.[5] La Rioja
- Embalse de González Lacasa o de Ortigosa: 33 hm³ (1962). Río Albercos. La Rioja
- Embalse de El Val: 24 hm³ (1997), río Val con aguas del Queiles.

## Sede
Desde octubre de 1926 Regino Borobio Ojeda fue el arquitecto asesor de la CHE para la que llevó a cabo en la cuenca del Ebro proyectos de granjas agrícolas, garajes, escuelas, viviendas y oficinas en pantanos. En 1929 diseñó y construyó el Pabellón de la Confederación Hidrográfica del Ebro para la Exposición Universal de Barcelona.
Inicialmente la CHE se instaló en locales distribuidos en 7 edificios distintos. A partir de 1928 se instaló en un edificio del número 20 del paseo de Sagasta según un proyecto de Pascual Bravo. En 1933 precisaba una ampliación de 6 000 m².
El 4 de febrero de 1933 se convocó el concurso de anteproyectos para la sede de la CHE. El 13 de abril de 1933 falló el jurado y la obra se adjudicó a Regino Borobio Ojeda y José Borobio Ojeda. En abril de 1936 comenzaron las obras y terminaron en diciembre de 1946.
El edificio es racionalista y funcional. Está ubicado en el paseo de Sagasta, 24-26.